# Lilataggigt björnbär
Lilataggigt björnbär (Rubus maximiformis) är en rosväxtart som beskrevs av Heinrich E. Weber. Enligt Catalogue of Life ingår Lilataggigt björnbär i släktet rubusar och familjen rosväxter, men enligt Dyntaxa är tillhörigheten istället släktet rubusar och familjen rosväxter. Arten har ej påträffats i Sverige. Inga underarter finns listade i Catalogue of Life.